# Tre herrar Garrideb
Tre herrar Garrideb (engelska: The Adventure of the Three Garridebs) är en av Sir Arthur Conan Doyles 56 noveller om detektiven Sherlock Holmes. Novellen publicerades första gången 1924, och ingår även i novellsamlingen The Case-Book of Sherlock Holmes från 1927.

## Handling
Det är 1902. Sherlock Holmes blir kontaktad av en Mr. Nathan Garrideb. Mister Garrideb berättar att han blivit kontaktad av en amerikansk namne, Mr John Garrideb, som säger att det väntar ett stort arv för dem båda om de lyckas finna ytterligare en herre med deras ovanliga efternamn. John Garrideb, som säger sig vara advokat, har ett testamente från en framliden man, Alexander Hamilton Garrideb. Testamentet säger att John Garrideb ska ärva 15 miljoner dollar om han hittar ytterligare två personer med efternamnet Garrideb. John Garrideb letade - resultatlöst - i USA och har nu kommit till England för att fortsätta letandet. 
Efter en kortare tid säger sig John Garrideb hitta en tredje Garrideb, och han insisterar på att Nathan Garrideb - en herre som vanligen inte lämnar hemmet - är den som ska kontakta honom. 
Sherlock Holmes förstår att historien om arvet är ett rent påhitt i ett desperat försök att få Nathan Garrideb att lämna sitt hem. Holmes identifierar "John Garrideb" som en amerikansk förrymd mördare, "Killer" Evans. Assisterad av polis lyckas Holmes gripa Evans, men först efter att han skottskadat Doktor Watson. Holmes visar sin mänskliga sida och blir märkbart berörd då Watson skadas.
I källaren under Nathan Garridebs våning hittas ett falskmynteri. Det tillhörde en gång en falskmyntare vid namn Presbury, mannen som Killer Evans mördat. Historien slutar olyckligt för Nathan Garrideb som - i besvikelsen över ett uteblivet arv - hamnar på vårdhem. Killer Evans skickas tillbaka till fängelset. Watson däremot låter berätta att det var värt att bli skottskadad för att få se hur lojal och kärleksfull Holmes är bakom den kalla masken.